# Smart антенна
Smart антенна (англ. smart antenna или intelligent antenna) — образный термин и технический сленг, являющийся порождением маркетинговых технологий в антенной технике сотовой связи. Используется в англоязычной литературе в отношении любых антенных решёток с управляемой или переключаемой диаграммой направленности и буквально означает «умная» или «интеллектуальная» антенна
. Термин не отражает технической сути и принципов, положенных в основу функционирования антенны, поэтому не является актуальным среди специалистов. Возможно возобновление интереса к его использованию в связи с внедрением технологий искусственного интеллекта в обработку сигналов.

## Типы smart антенн
- антенны с переключаемой (коммутируемой) диаграммой направленности
- фазированные антенные решётки, в том числе адаптивные
- цифровые антенные решётки[1][2], в том числе адаптивные и с использованием искусственного интеллекта для обработки сигналов